# 아칸 북

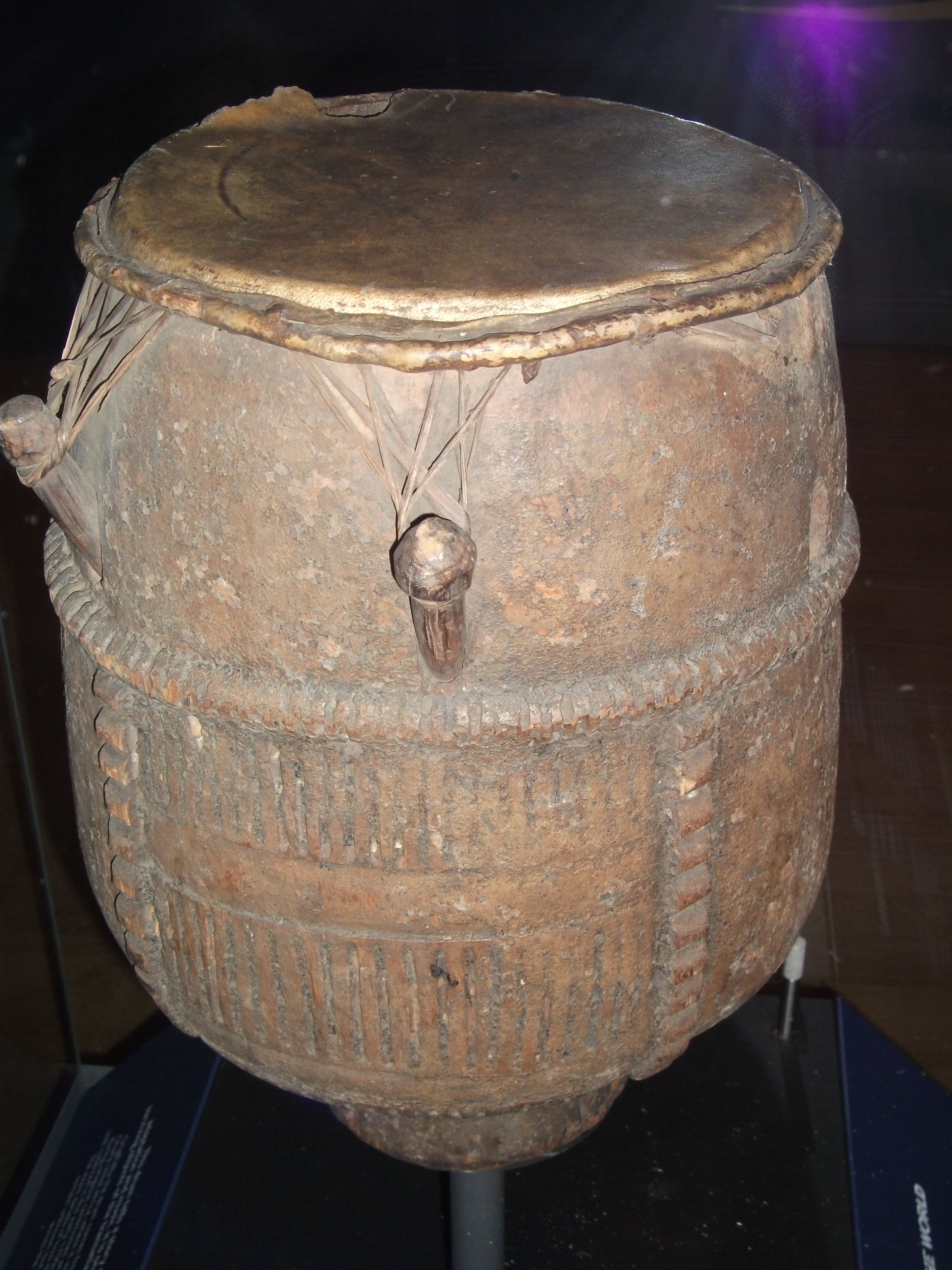
아칸 북

아칸 북(Akan Drum)은 서아프리카에서 만들어진 북이다. 후에 버지니아 식민지 시대 북아메리카에서 발견되었다. 대영 박물관에 소장된 가장 오래된 아프리카-아메리칸 물건이다. 아칸 북은 흑인 노예가 거래된 시기를 상기해주는 작품이다.

## 묘사
아칸 북은 사하라 이남 아프리카에서 자생하는 2 종류의 나무로 만들어졌다. 북 가죽은 사슴 가죽과 식물 섬유를 쭉 늘려서 만들었다.